# Igoulfane
 (septembre 2020).
Si vous disposez d'ouvrages ou d'articles de référence ou si vous connaissez des sites web de qualité traitant du thème abordé ici, merci de compléter l'article en donnant les références utiles à sa vérifiabilité et en les liant à la section « Notes et références ».
Igoulfane (Igelfan) est un village kabyle de la commune algérienne de Mekla, dans la wilaya de Tizi Ouzou,.

## Toponymie
L'origine du nom "igelfen" est probablement lié au mot amazigh "aglif"ou "agulif" qui veut dire "essaim" d'abeilles ou de guêpes.
Il est utilisé ici au pluriel. 